# Hard (Autriche)
Pour les articles homonymes, voir Hard.
Hard est une commune autrichienne du district de Brégence dans le Vorarlberg. Elle abrite 13 496 habitants (au 1er janvier 2018) et est la 2e plus grande commune de la région de Brégence.

## Histoire
Vers 700 av. J.-C., la région de Mittelweiherburg a été peuplée par des Alamans. Vers 1200, des domaines forestiers ont été défrichés à proximité du lac de Constance. Le village fondé prit le non de Hard (qui signifie "forêt" en vieil allemand). Le nom de Hard est mentionné pour la première fois en 1249 dans une lettre de protection du pape Innocent IV au monastère de Mehrerau. La margrave Elisabeth née Montfort vendit la moitié du comté de Montfort-Bregenz à l’archiduc habsbourgeois Siegmund. Hard fut ainsi rattaché à l’Autriche en 1451. Lors de la bataille de Hard en 1499, les confédérés suisses vainquirent les chevaliers de l’alliance souabe.
La première école est mentionnée en 1620, la première paroisse en 1646. En 1794, l’alsacien Samuel Vogel y fonda la première usine de tissage.
En 1806, Hard devint une commune autonome. D’après des notes du président de gouvernement cantonal Schneider, Hard comptait en 1808 880 habitants , 176 maisons et 221 vaches. En 1905, l’empereur Franz Joseph 1er, accorda à Hard le droit d’avoir un marché et lui conféra un blason.

## Bâtiments
L’église paroissiale St Sébastien se trouve dans la rue Uferstraße. L’édifice de style néo-roman fut construit en 1864 par Balthasar Brill et consacré en 1876.
L'église St Martin se trouve dans la rue Mühlestraße et fut construite en 1974–1976.
Les trous à tanches (Schleienlöcher) sont un espace protégé du delta du Rhin à Hard, entre le Dornbirner Ach et le nouveau Rhin. Ces milieux ont été nommés « trous à tanches», du nom de ces petits poissons qui y vivent.
Le musée de l’impression textile Mittelweiherburg : l’ancien musée a été construit en 1794, il s’agissait à l’époque de la plus importante usine d’impression textile d’Autriche.
La Villa Jenny était la maison de l’ancien propriétaire de l’usine d’impression textile Malchior Jenny, elle sert aujourd’hui de musée d’art.
Le château d’eau Hard-Fussach a été construit en 1900.
L’hôtel de ville est un grand bâtiment linéaire qui date de 1996 (conçu par les architectes Klas & Läßer)

## Culture
Dans le cadre du concours européens « Entente Florale Europe », Hard a reçu une médaille d’or dans la catégorie village.
Le prix de littérature de Hard est décerné tous les trois ans depuis 1983
L’atelier culturel Kammgarn se situe sur un ancien site de filature. Au cours de l’année s’y tiennent des manifestations culturelles, et à la fin de chaque été y a lieu le festival de café-théâtre FOEN-X . Il propose du cabaret, de la musique, des spectacles pour enfants

## Sport
Le club de sport le plus connu est l'Alpla HC Hard, qui joue dans la ligue autrichienne de Handball et qui a remporté le championnat en 2003, 2012, 2013, 2014, 2015 et 2017.
Les autres activités sportives proposées par Hard sont entre autres: une patinoire, une plage naturiste, une piste de bowling à 8 pistes, un parcours de mini-golf, un stand d’archers, des sports d’eau, une école de voile et de bateau à moteur, une plage de baignade (la plus grande du lac de Constance), des courts de tennis, un gymnase, un stade.

## Personnalités
Le compositeur de musiques de film Harald Kloser y est né le 9 juillet 1956.